# Râul Porcu, Tărâia
Râul Porcu este un afluent al râului Tărâia, care la rândul său este un afluent al râului Olteț, afluent al Oltului din România.
- Administrația Națională Apelor Române - Cadastrul Apelor - București
- Institutul de Meteorologie și Hidrologie - Rîurile României - București 1971
- Trasee turistice - județul Gorj[1]